# Поцаљија Сабино (Ријети)
Поцаљија Сабино је насеље у Италији у округу Ријети, региону Лацио.
Према процени из 2011. у насељу је живело 233 становника. Насеље се налази на надморској висини од 866 м.